# 牟比士症候群
牟比士症候群（Möbius syndrome，或拼做Moebius）是一個很罕見的遺傳性神經失調疾病，明顯的特徵是顏面神經麻痺以及沒辦法控制眼球的移動。大部分剛出生患有牟比士症候群的人都伴隨著完全的顏面神經癱瘓，也就是他們沒辦法閉上眼睛或是在臉上產生表情。四肢和胸腔發育不正常的特徵，有時候也會跟著這疾病出現。多數患有牟比士症候群的人智力都是正常的，一般大眾不需要為他們呆滯且不友善的表情感到困惑。這疾病的名稱取名自神經學家保羅·朱力曼尼·牟比士，他在1888年首次陳述這個疾病。

## 外部連結
- Moebius Syndrome Foundation & International Conference Information （页面存档备份，存于）
- Moebius Research Trust （页面存档备份，存于）